# Malligyong-1
Malligyong-1 (hangeul : 만리경-1 ; hanja : 萬里鏡-1 ; litt. « Télescope-1 ») est un satellite de reconnaissance nord-coréen. Il s'agit du premier satellite espion de la Corée du Nord et sera utilisé pour espionner des cibles sud-coréennes et américaines.
Les deux premières tentatives de lancement de la mission échouent et la troisième, connue sous le nom de Malligyong-1 #3, réussit le 21 novembre 2023. Il s'agissait également du premier vol réussi du nouveau lanceur nord-coréen, le Chollima-1.

## Caractéristiques
Les caractéristiques du satellite Malligyong-1 ne sont pas révélées par la Corée du Nord. Cependant, la récupération du premier exemplaire, au fond de la mer, permet une analyse par la Corée du Sud et les États-Unis, tant pour vérifier la provenance de ses composants (et identifier les filiales d'approvisionnement et les fournisseurs étrangers) que pour évaluer ses performances, qui sont jugées très faibles,,.

## Historique

### Première tentative
La première tentative de lancement a lieu le 31 mai 2023. Le deuxième étage du lanceur, Chollima-1, s'allume trop tôt dans la mission, provoquant l'échec de la mission. Des alertes d'évacuation sont diffusées à Séoul et dans la préfecture d'Okinawa. Le gouvernement nord-coréen annonce rapidement l'échec du lancement.
Les restes s'écrasent dans la mer Jaune et la Corée du Sud tente de récupérer le reste de la fusée, fouillant un site à 200 kilomètres au large d'Eocheongdo. Le lanceur et le satellite sont récupérés.
L'Administration nationale des technologies aérospatiales (NATA) de la Corée du Nord déclare enquêter avant de procéder au lancement d'un deuxième satellite. La Maison-Blanche, le Japon et le secrétaire général de l'ONU condamnent ce lancement, citant des violations des résolutions du Conseil de sécurité interdisant l'utilisation de la technologie des missiles balistiques.

### Deuxième tentative
Une deuxième tentative de lancement du satellite a lieu le 23 août 2023, toujours à bord d'un lanceur Chollima-1. Le lancement se solde à nouveau par un échec avec la perte du satellite, cette fois provoquée par une activation par erreur du système d'autodestruction lors du fonctionnement du troisième étage.

### Troisième tentative
Une troisième tentative de lancement devait initialement avoir lieu en octobre 2023, mais est ensuite reportée à novembre en raison de certains retards dans la résolution des problèmes techniques à l'origine des échecs précédents. De plus, le pays bénéficie dorénavant de l'expertise de la Russie. Le lancement a lieu le 21 novembre 2023. L'agence de presse sud-coréenne Yonhap cite son homologue nord-coréenne, l'Agence centrale de presse coréenne, affirmant que le satellite a été inséré avec succès sur l'orbite prédéterminée, ce qui constitue le premier vol réussi du lanceur Chollima-1.
Selon la NATA, Kim Jong-un a supervisé le lancement.
Alors que le satellite ne donnait pas de signe de vie au point que les Occidentaux doutaient de son fonctionnement, en février 2024, il effectue des manœuvres lui permettant d'élever son périgée, circularisant son orbite, qui sont repérées par l'astronome néerlandais Marco Langbroek,.

### Quatrième tentative
Un quatrième exemplaire du satellite, nommé Malligyong-1-1, est lancé le 27 mai 2024 par un nouveau lanceur. Le premier étage du lanceur explose en vol, à cause de problèmes de fiabilité de son nouveau moteur brûlant le mélange semi-cryogénique oxygène liquide et kérosène, une évolution majeure par rapport au Chollima-1 précédemment utilisé.

## Liste des lancements
| Nom            | Date (UTC)       | Base de lancement | Lanceur    | Orbite                 | Référence NSSDC | Remarques                   | Résultat |
| -------------- | ---------------- | ----------------- | ---------- | ---------------------- | --------------- | --------------------------- | -------- |
| Malligyong-1 1 | 30 mai 2023      | Sohae             | Chollima-1 | Orbite terrestre basse |                 | Satellite de reconnaissance | Échec    |
| Malligyong-1 2 | 23 août 2023     | Sohae             | Chollima-1 | Orbite terrestre basse |                 | Satellite de reconnaissance | Échec    |
| Malligyong-1 3 | 21 novembre 2023 | Sohae             | Chollima-1 | Orbite terrestre basse | 2023-179A       | Satellite de reconnaissance | Succès   |
| Malligyong-1-1 | 27 mai 2024      | Sohae             |            | Orbite terrestre basse |                 | Satellite de reconnaissance | Échec    |